# 讷伊-普莱桑斯
讷伊-普莱桑斯（法語：Neuilly-Plaisance，法語發音：[nœji plɛzɑ̃s] ⓘ）是法国法兰西岛大区塞纳-圣但尼省的一个市镇，属于勒兰西区。

## 历史
讷伊-普莱桑斯于1892年从马恩河畔讷伊分离后而建立。

## 地理
讷伊-普莱桑斯（48°51'39"N, 2°30'35"E）面积3.42 平方千米，位于法国法蘭西島大區塞纳-圣但尼省，距离巴黎市中心约12公里。
与讷伊-普莱桑斯接壤的市镇（或旧市镇、城区）包括：维勒蒙布勒、马恩河畔讷伊、大努瓦西、罗尼苏布瓦、马恩河畔布里、豐特奈蘇布瓦、马恩河畔勒佩勒。
讷伊-普莱桑斯的时区为UTC+01:00、UTC+02:00（夏令时）。

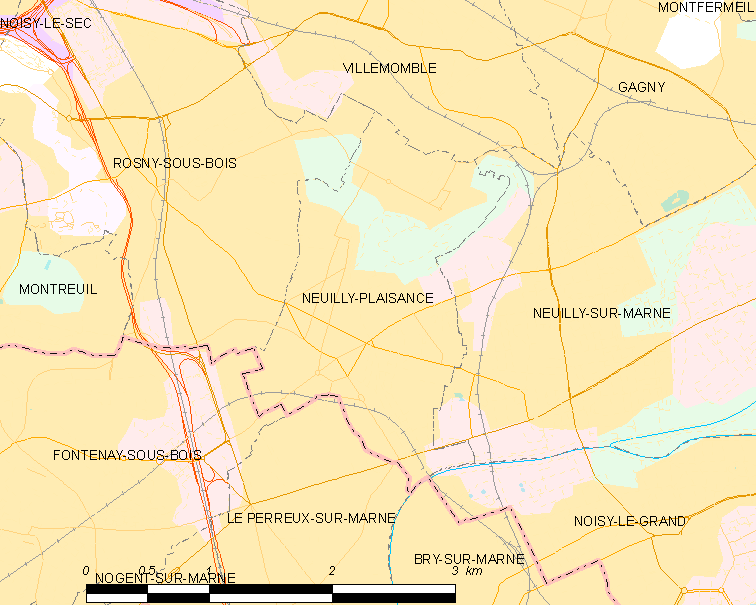
讷伊-普莱桑斯的OSM定位图

## 行政
讷伊-普莱桑斯的邮政编码为93360，INSEE市镇编码为93049。

## 政治
讷伊-普莱桑斯所属的省级选区为维勒蒙布勒县。

## 人口

1962-2008年间讷伊-普莱桑斯人口变化图示

讷伊-普莱桑斯于2022年1月1日时的人口数量为21914人。